# 老外
老外是常見用於描述外国人的中文词汇，尤其是對於白人。有关它的用法及其是否含贬义的问题，有一些讨论。

## 词源
“老外”一词约在20世纪80年代最初开始使用。该词是将“外国人”缩略为“外”之后，加上一个前缀“老”而构成的。前缀“老”用法繁多，有时会表示一种亲切或尊敬的褒义，如“老朋友”、“老师”，也有时会表示形容守旧的，如“老古董”、“老东西”。而“老外”一词基本上为中性，该词本身通常不带有特别的褒贬，是否确实含有褒贬之意，视上下文而定。

## 用法
“老外”在实际使用时，有可能指“非华人”。中文使用者可能不会，但也有可能会将已知其国籍为西方国家的华人称为“老外”。类似于“老外”的用法，有些中文使用者会使用“老+国名”构成的词汇，如“老美”。
也有的身处海外的中文使用者在华人圈中使用中文时，出于习惯，有可能依然使用“老外”一词指代当地的非华人，以与“华人/中国人”区别，在这种语境下，“老外”已不完全具有“外国人”的意思了。
2004年版的《现代汉语规范词典》中称，“老外”作为“对外国人的称呼”时“含谐谑意”。另一个意思则是“外行”，即不善于、做某事不专业的人。
熟练使用普通话、在中国知名的加拿大籍相声演员大山在2011年中央电视台春节联欢晚会的相声表演中说“不会说汉语的外国人那才叫老外呢”。

## 争议
“老外”一词到底是否含有贬义，是否具有排外的意味在里面的问题，有不少讨论。
有美国媒体提到，一些在中国的外国人对自己被称呼“老外”而感到不适。
“老外”一词有时会被与西班牙语及巴西葡萄牙语词汇“Gringo”、日语词汇“外人”、泰语词汇“ฝรั่ง”（法朗）或粤语词汇鬼佬作比，这些词同样是指代外国人，且其是否貶義亦與「老外」一詞一樣存有爭議。和“老外”类似，身為这些词汇指代對象的外国人认为它们是贬义词，而词汇的使用者则认为它们屬於中性。
中国官方媒体《人民日报》海外版的一篇文章讨论了这个问题。该文将“老外”与古时或近代使用的、明显或稍带贬义的“番”、“夷”、“洋鬼子”、“外国佬”等作比较，认为“老”是一个传统的敬词，含亲切成分，因而倾向于认为“老外”一词偏褒义，外国人“大可不必介意”。